# Källaren Draken

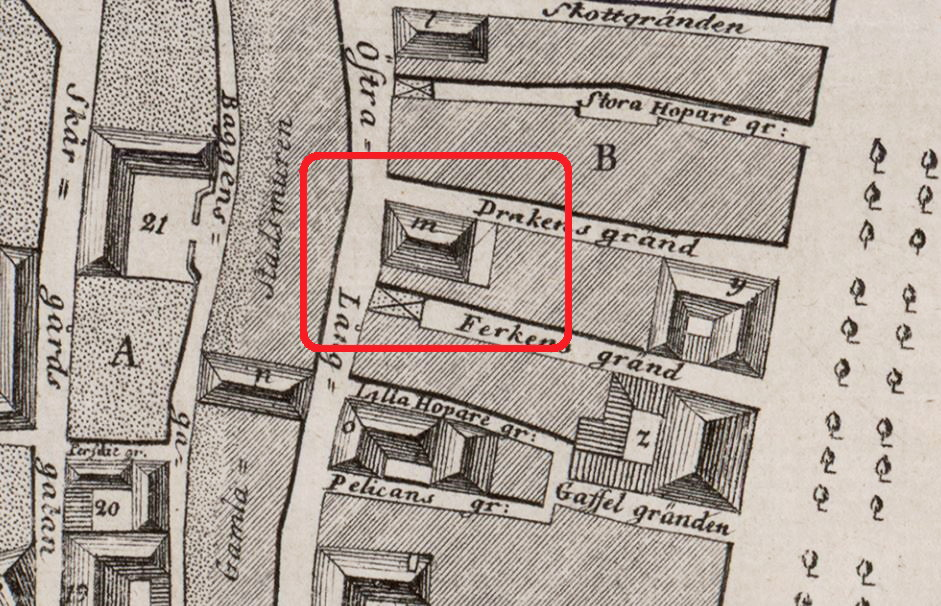
Kvarteret Apollo, litt. m: "Sveriges Wapn", Jonas Brolins karta från 1771.

Källaren Draken (även känd som Förgylda Draken och Sveriges Vapen) var en vinkällare i kvarteret Apollo i hörnet Österlånggatan 29 / Drakens gränd 7 i Gamla stan, Stockholm. Stället gav Drakens gränd sitt namn och beboddes under slutet av 1782 under sex veckor av den blivande amerikanske presidenten John Quincy Adams.

## Historik

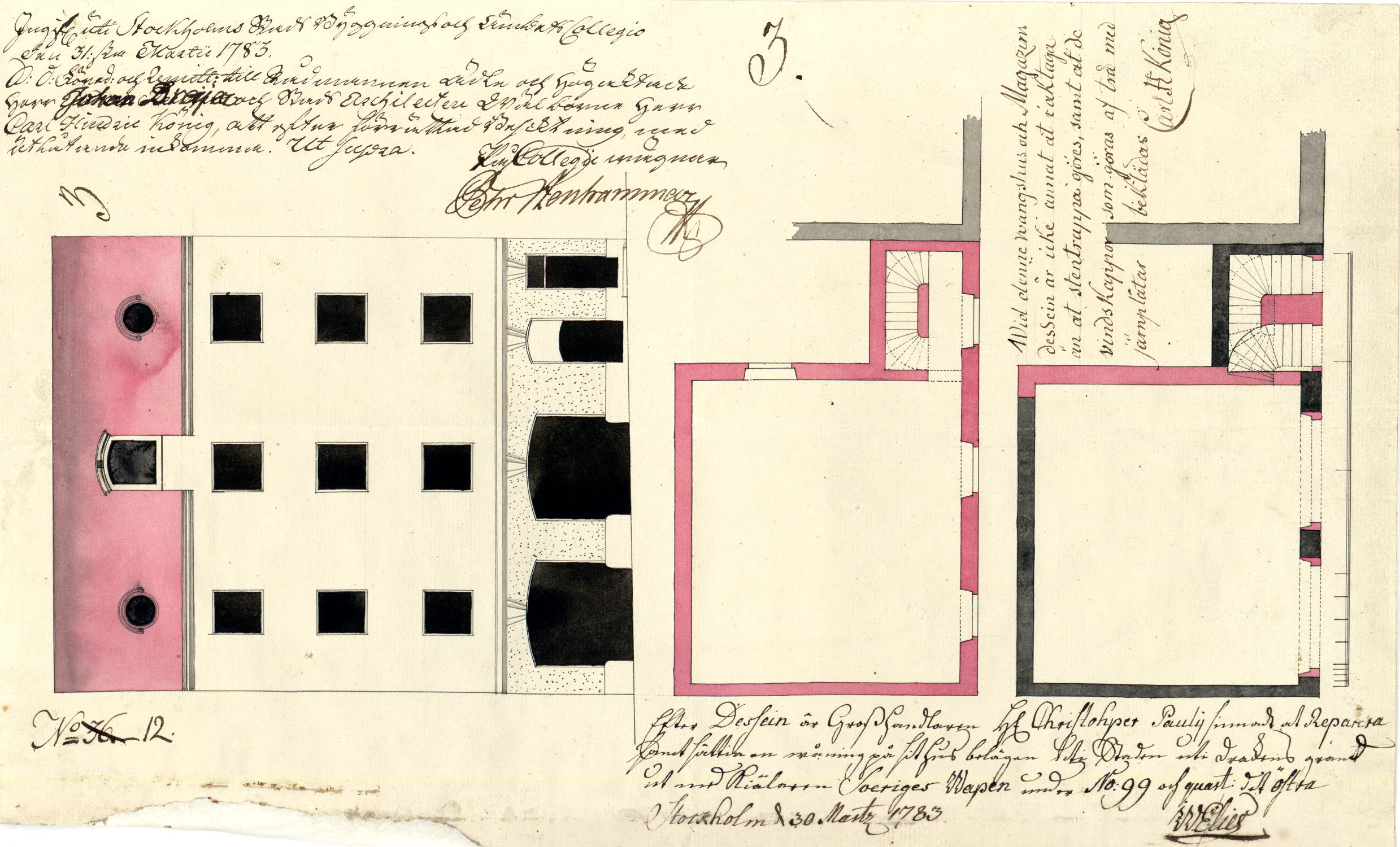
Byggnaden mot Drakens gränd 1783.

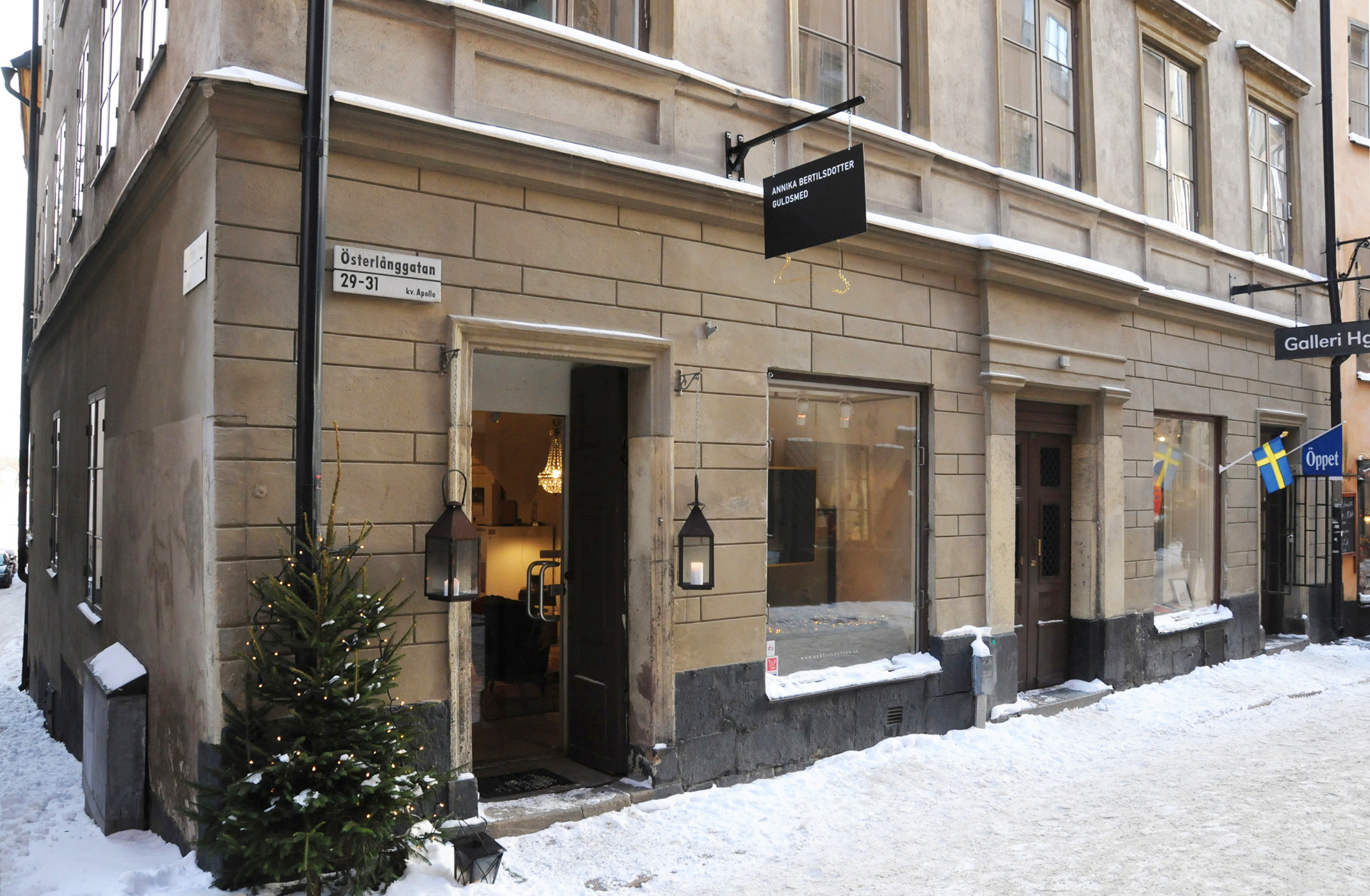
Österlånggatan 29. I detta hus låg under 1700-talet källaren "Sveriges Vapen", 2010.

Några av Stockholms källare och värdshus fanns på samma plats men under olika namn eller hade samma namn men på olika adresser. En av dem var Källaren Draken som även blev känd under namnen Förgylda Draken, Lars på hörnet, Sveriges Vapen och Värdshuset Draken. Det senare låg i nuvarande Drakenbergsområdet nära Hornstull. En källare Draken fanns även i kvarteret Pegasus och en i kvarteret Apollo i Gamla stan.
Källaren Draken i kvarteret Apollo, Österlånggatan 99 (nuvarande 29) ägdes på 1660-talet av Melchior Schipman, möjligtvis fanns här redan tidigare ett utskänkningsställe. År 1668 sålde han rörelsen och 1669 öppnade han värdshuset Draken i nuvarande Drakenbergsområdet nära Hornstull sedan han flyttat verksamheten dit. Det var en lämplig plats för ett värdshus eftersom den första Liljeholmsbron, då som flottbro, öppnade och den nya färdvägen söderut (sedermera Södertäljevägen) invigdes. Melchior Schipman kunde räkna med en strid ström av resande som ville stanna på hans värdshus.
Källaren Draken i Gamla stan fick inte behålla sitt gamla namn utan döptes av sin nya ägare, vinskänken Jöran Berg, till Förgyllda Draken. Göran Berg avled 1722 och hans hustru, Elisabet Clarman, 1723, de begravdes båda i Klara kyrka.
Den intilliggande gränden började uppkallas efter källaren och omnämns 1728 för första gången i skrifterna som Drakens gränd. Innan dess hette den bland annat "Bredgränd", "Skultans Gränd" och "Bergsgränd". På 1720-talet omtalas vinkällaren Sveriges Vapen på samma plats som Draken. Den senare återföddes i slutet av 1700-talet under samma namn i kvarteret Pegasus, Slottsbacken 6 där sedan Skomakare-Källaren öppnade sina portar.
På Carl von Linnés tid hade värdshuset vid hörnet Österlånggatan / Drakens gränd bytt namn till Lars på hörnet efter innehavaren Lars Beckström. Till stamgäster hörde även Carl Michael Bellman. Stället redovisas 1771 på Jonas Brolins Stockholmskarta igen under namnet Sveriges Vapen (litt m: Sveriges Wapn), som även erbjöd rum för resande. 
På vintern 1782 bodde här den blivande amerikanske presidenten John Quincy Adams som var på resa från Sankt Petersburg till sin far, John Adams, i Haag. Han stannade i Stockholm mellan den 23 november och den 31 december 1782. I sin resedagbok skrev han bland annat: I stayed at Stockholm about six weeks, and was much pleased with the polite manner in which the people of the country treat strangers…
Dagens fastighet Apollo 5 uppfördes 1767 och ägdes 1783 av grosshandlaren och brukspatronen Johan Christopher Pauli (1743–1823). Han lät bygga på huset med en våning och bygga om det. Till byggmästare och arkitekt anlitade han den väl renommerade murmästaren Johan Wilhelm Henric Elies som även upprättade bygglovsritningen, där källaren Sveriges Wapen omnämns. På 1850 genomgick huset en fullständig om- och påbyggnad.
Sveriges Vapens vidare öden är okända men i samma fastighet öppnade 1950 jazzklubben Gazell Club av skivbolaget Gazell. Här arrangerades dans och traditionell jazz samt jazzskola på måndagarna. Stället renoverades och nyinvigdes 1968 men lades ner 1970. Byggnaden totalrenoverades 1970 och fasaderna fick sitt nuvarande utseende. Idag finns en guldsmedsbutik i bottenvåningen.